# 维桑堡区
维桑堡区（法語：arrondissement de Wissembourg）是法国下莱茵省的一个旧区。总面积598平方公里，总人口68299，人口密度114人/平方公里（2012年）。主要城镇为维桑堡。2015年，维桑堡区与阿格诺区合并为阿格诺-维桑堡区。

## 辖区
维桑堡区曾辖有68个市镇。